# Nu börjar det likna jul
Nu börjar det likna jul är ett studioalbum från 2015 av Wizex med svenska och engelska julsånger. Tillsammans med albumet gjordes en show med låtarna.

## Låtlista
1. Nu börjar det likna jul
2. Snöa på
3. Blue Christmas
4. Vi har längtat efter julen
5. Bella notte
6. December
7. Det är så kallt i kväll
8. En släde för två
9. Det är jul, vår bästa tid
10. Sjömansjul på Hawaii
11. Nu är det jul igen medley: Hej hå, nu är det jul igen/Bjällerklang/Jag såg mamma kyssa tomten/Snögubben Kalle
12. O helga natt

## Listplaceringar
| Lista (2015) | Topplacering |
| ------------ | ------------ |
| Sverige      | 43           |

### Fotnoter
1. ↑  ”Nu börjar det likna jul”. Ginza musik. 15 mars 2014. Arkiverad från originalet den 2 november 2015. https://web.archive.org/web/20151102071726/http://www.ginza.se/product/wizex/nu-borjar-det-likna-jul-2015/445767/. Läst 31 oktober 2014.
2. ↑  ”Wizex - Nu börjar det likna jul”. Ticnet. Arkiverad från originalet den 20 november 2015. http://archive.is/2015.11.20-140036/http://www.ticnet.se/event/wizex-nu-borjar-det-likna-jul-tickets/398955?language=en-us.
3. ↑  ”Nu börjar det likna jul”. Swedishcharts. 15 mars 2015. http://www.swedishcharts.com/showitem.asp?interpret=Wizex&titel=Nu+b%F6rjar+det+likna+Jul&cat=a. Läst 21 december 2015.